# El cazador de rayos
El cazador de rayos (en idioma francés, Le Chasseur d'Éclairs) es una historieta de ciencia ficción desarrollada por Kenny Ruiz entre 2003 y 2006 divida en 3 álbumes, siendo en 2008 recopilada en un único tomo que reunía la obra completa. La tercera parte de El cazador de rayos le valió los premios de Mejor dibujo y Mejor serie nacional en el Salón del Cómic de Barcelona de 2007.

## Sinopsis
Las nubes cubren el mundo como una mortaja.
La lluvia cae sin cesar, día tras día, como una maldición bíblica. 
La oscuridad reina sobre un mundo en ruinas, en el que los seres humanos luchan por adaptarse y sobrevivir.
Sólo una persona es capaz de infundir esperanza... Sólo una persona puede devolver la luz a los hombres...
Es El Cazador de rayos.

## Trayectoria editorial
Kenny Ruiz concibió "El cazador de rayos" en el año 2001 cuando aún se hallaba estudiando en la escuela Joso, ayudado por uno de sus profesores, José María Beroy, quien no creía mucho en ella. Tras el cierre de la revista "Trece" de Megamultimedia, el proyecto de realizar esta serie quedó en suspenso.
A finales de 2002, Kenny Ruiz empezó a buscar editores para la serie, consiguiendo que su primer álbum, titulado Esperanza (Espérance en Francia), fuera publicado en Francia por la editorial Paquet en junio del año siguiente, y posteriormente en España por Dolmen Editorial. El segundo,Responsabilidad (Responsabilité) y tercer álbum, La verdad (Vérité) fueron publicados en junio de 2005 y diciembre de 2006 por Dolmen, y dos meses después por Paquet. En 2008, Dolmen publicó una edición integral con el título de El Cazador de rayos: Obra completa, la cual fue presentada en la edición correspondiente de Expocómic.

## Argumento y personajes
El cómic presenta un mundo postapocalíptico, azotado por una lluvia perpetua, en la que los humanos supervivientes viven con la esperanza de que se cumpla la profecía, por la cual un hombre con la marca del Sol en el ojo encenderá una última máquina que acabará con la oscuridad en que viven. Es evidente, en su desarrollo, la influencia de películas como The Omega Man (1971), Mad Max (1979) y Escape from New York (1981).

### Personajes
- Kaín: El protagonista y el elegido para traer la luz.
- Yarred: El hermano de Kaín que murió cuando se enfrentaba a la tormenta.
- Otto: Fotógrafo y gran amigo de Kaín.
- Yuvia: La hija de Kaín, es ciega pero es impresionante como personaje.
- Cáncer: Es mudo, es simpático con Yuvia y ayuda a Kaín.
- Danca: Amiga de Kaín.
- Ecoh: Novia de Kain y madre de Yuvia, ella murió después de tener a Yuvia y no se despidió de Kain.
- Jason: Utiliza la escopeta y ayuda a Kaín en su trayecto junto con Danca.
- Espada: Una señora muy bien vestida y que controla la espada como nadie.
- Judaa: Es del grupo de Espada.

## Premios
- Mejor Dibujo por El cazador de rayos 3, Salón del Cómic de Barcelona 2007.
- Mejor Serie nacional por El cazador de rayos 3, Salón del Cómic de Barcelona 2007.[5]